# ایسن، کاگوشیما
ایسن، کاگوشیما (به لاتین: Isen, Kagoshima) یک منطقهٔ مسکونی در ژاپن است که در Ōshima District واقع شده‌است. ایسن ۶۲٫۷۰ کیلومترمربع مساحت و ۶٬۵۹۴ نفر جمعیت دارد.